# Ван дер Люббе, Маринус
Мари́нус (Ри́нус) ван дер Лю́ббе (нидерл. Marinus (Rinus) van der Lubbe; 13 января 1909, Лейден, Южная Голландия — 10 января 1934, Лейпциг, Германия) — нидерландский коммунист, казнённый за поджог Рейхстага 27 февраля 1933 года.

## Биография
Родился в семье торговца-разносчика галантереи Франциска Корнелиса ван дер Люббе и состоящей с ним во втором браке многодетной протестантки Петронеллы ван Хандель. Маринус был у матери седьмым ребёнком, во втором браке — четвёртым.
Молодой Маринус посещал в Гертогенбоше протестантскую школу, был набожным, богобоязненным мальчиком. После смерти матери в 1921 году воспитывался в религиозной семье рабочего Снардийна в Ухстхеесте под Лейденом. С 14 лет определён учеником в торговом заведении, посещал католические вечерние курсы. По воспоминаниям друзей и родных, уже в юношеском возрасте он фанатично стремился быть кем-то особенным, был снедаем тщеславием. При этом он сторонился девочек и женщин, «искал предмета своей любви среди сверстников-школьников», и это служило поводом для поддразнивания со стороны товарищей.
Не удовлетворённый работой торговца, в 16 лет решает стать каменщиком. За коренастое телосложение получает прозвище «Демпси» — по имени известного чемпиона-боксёра. В 1926 году после попадания цемента в глаза почти ослеп и остался без работы. Участвовал в политических забастовках и организации рабочего движения. Зимой 1927—1928 года работал младшим официантом при буфете на Лейденском вокзале, летом 1928 года — в качестве лакея в отеле Van Holland в Нордвике.

В 1925 году вступил в голландскую коммунистическую партию и её молодёжную организацию — коммунистический союз молодёжи в Лейдене. В издании МОПР 1933 года его деятельность в рядах коммунистов описывалась так:
Он находится в постоянном конфликте с организацией. Когда он вступал в комсомол, он надеялся, что быстро пойдёт в гору. Он видит в комсомоле только поприще для своего честолюбия. Как только его желания не исполняются, он пишет о своём выходе из организации. Маринус Ван-дер-Люббе четыре раза выходил из комсомола и три раза снова вступал в него. Каждый раз уходу предшествовала попытка захватить руководство в свои руки. В первый раз он ушёл из комсомола в январе 1929 года потому, что его не назначили руководителем пионерской организации…
В начале 1931 года окончательно вышел из Голландской коммунистической партии и комсомола.
Начиная с апреля 1931 года на протяжении почти двух лет путешествовал по Европе, посещая Германию, Польшу и Венгрию и неоднократно возвращаясь в Голландию. В это время его неоднократно арестовывают власти Германии, Голландии и Польши. Во время одной из поездок в Мюнхене «д-р Белль ввёл его в национал-социалистические круги и между прочим познакомил также с начальником гитлеровского штаба Рёмом», который тоже был гомосексуалом; между ван дер Люббе и Рёмом установилась любовная связь. В 1931—1933 гг. Ван дер Люббе получал небольшую пенсию по инвалидности, но не имел постоянного источника дохода, в связи с чем современниками допускалась его возможная материальная зависимость от нацистов.
В начале 1930-х годов, разочаровавшись в ориентированных на Коминтерн коммунистах, примыкал к нескольким небольшим радикальным группировкам, предпочитавшим прямые действия. В 1932 г. в Голландии выступал с резкой критикой коммунистической партии, призывал бастующих к террористическим актам вопреки линии компартии.
В середине февраля 1933 года отправился в Германию, чтобы бороться с пришедшими к власти национал-социалистами.
По официальной версии, в ночь с 26 на 27 февраля 1933 года пытался поджечь несколько общественных зданий в Берлине. После поджога рейхстага (27 февраля) Ван-дер-Люббе был схвачен на месте преступления. Он признался арестовавшим его полицейским в поджоге; сам он был в одной рубашке — пиджак и пальто были использованы им для растопки нескольких очагов возгорания в зале заседаний. На Лейпцигском процессе (в сентябре — декабре 1933 года) он смотрел отстранённо, на задаваемые вопросы не отвечал, временами выкрикивая «Нет, нет».
Кроме него обвиняемыми были один из руководителей Германской компартии — председатель фракции коммунистов в Рейхстаге Эрнст Торглер и три болгарских коммуниста, в том числе будущий генеральный секретарь Коминтерна Георгий Димитров (двое других — Васил Танев и Благой Попов). Своих «сообщников» Ван дер Люббе не выдал, взяв всю вину на себя. Свои действия он мотивировал протестом против роста влияния нацистов. Маринус Ван дер Люббе был приговорён к смертной казни и обезглавлен на гильотине Лейпцигской тюрьмы 10 января 1934 года.
Власти использовали инцидент для введения чрезвычайных мер «по предотвращению возможного коммунистического восстания» и интернационального заговора против Германии. Так называемые «Декреты общественного спасения» отменяли большинство конституционных свобод: свободу прессы, собраний, неприкосновенность жилища, личности, переписки. В превентивном порядке было арестовано 4,5 тысячи членов коммунистической партии и демократических организаций, находившихся в оппозиции к власти. В соответствии с Новым декретом, опубликованным 1 марта, «подстрекательство к вооружённой борьбе против государства» и «подстрекательство к всеобщей стачке» являлись преступлениями.
В Лондоне антифашисты организовали параллельный антипроцесс, на котором обвинили в поджоге рейхстага самих нацистов. Ведший расследование комитет при участии британских, французских, американских, бельгийских и швейцарских общественных деятелей пришёл к выводу, что в сговоре с Ван дер Люббе был сам министр внутренних дел и председатель Рейхстага Герман Геринг. В изданной отдельной инициативной группой, Комитетом помощи жертвам германского фашизма, «Коричневой книге» в поджоге Рейхстага также обвинялись нацисты, и в ходе Лейпцигского процесса прокурор предпринял усилия, чтобы опровергнуть отдельные утверждения из этой книги.
В 1960-х годах журнал Spiegel провёл собственное расследование и пришёл к выводу, что поджог Рейхстага действительно был делом рук ван дер Люббе как пироманьяка-одиночки. Однако некоторые историки считают доказанным, что одновременно с ван дер Люббе в здание по подземному тоннелю проник отряд штурмовиков во главе с Карлом Эрнстом, которые разлили в здании бензин и подожгли его. По версии Уильяма Ширера, о замысле ван дер Люббе нацисты случайно узнали заранее (ван дер Люббе хвастался своими планами в баре) и поэтому смогли использовать его как пешку.
В 2008 году амнистирован на основании закона о несправедливых судебных приговорах нацистских судов, вступившего в силу в 1998 году.
В 1980 году одна из улиц Лейдена названа в честь Маринуса ван дер Люббе.